# Cissus floribunda
Cissus floribunda är en vinväxtart som beskrevs av Jules Émile Planchon. Cissus floribunda ingår i släktet Cissus och familjen vinväxter.

## Underarter
Arten delas in i följande underarter:
- C. f. boivinii
- C. f. hispidifolia